# Hip-Hop (Erste-Allgemeine-Verunsicherung-Lied)
Hip-Hop ist ein Lied der österreichischen Rock-Pop-Band Erste Allgemeine Verunsicherung. Das Lied ist das zehnte auf dem Album Watumba!

## Veröffentlichung
Hip-Hop wurde am 22. Februar 1992 als Single veröffentlicht und somit rund drei Monate später als das Album Watumba!, das am 21. November 1991 erschien.

## Inhalt
Im Lied geht es um den angeblich leichten Erfolg eines Liedes (beispielsweise aus dem Refrain: „Hip hop, a hippa hop hop, im Galopp to the top und da bleib ma nonstop.“). Des Weiteren geht es um die in den 1990ern noch recht neumodische Welle, dass Lieder mit dem Computer entwickelt wurden (zum Beispiel aus dem Songtext: „Mein Computer ist ein Guter, er komponiert, ich sitz daneben und warte, was passiert!“).